# Europese kampioenschappen inlineskaten 2017
De Europese kampioenschappen inline-skaten 2017 werden van 2 tot en met 8 juli gehouden in het Zuid-Portugese Lagos.
Het was de negenentwintigste editie van het Europees kampioenschap sinds de invoering van de inline-skates. Het EK op de baan vond van 2 t/m 4 juli plaats, het EK op de weg volgde op 6 en 7 juli en het kampioenschap werd afgesloten met een marathon op 8 juli. Tegelijk met het hoofdtoernooi (senioren) vonden ook de kampioenschappen plaats voor junioren-A (onder de 19) en junioren-B (onder de 17).

## Programma
Hieronder is het programma weergegeven voor dit toernooi.
| Piste            | Piste |
| Datum            | Onderdelen                                                                                                 |
| ---------------- | --- |
| Zondag 2 juli    | 300m Tijdrit (mannen en vrouwen) 10.000m Punten/-afvalkoers (mannen en vrouwen)                            |
| Maandag 3 juli   | 500m Sprint (mannen en vrouwen) 15.000m Afvalkoers (mannen en vrouwen)                                     |
| Dinsdag 4 juli   | 1000m Sprint (mannen en vrouwen) 3000m Aflossing (mannen en vrouwen)                                       |
| Weg              | |
| Datum            | Onderdelen                                                                                                 |
| Donderdag 6 juli | 100m Tijdrit (mannen en vrouwen) 20.0000m Afvalkoers (mannen en vrouwen)                                   |
| Vrijdag 29 juli  | Lap Sprint (mannen en vrouwen) 10.000m Puntenkoers (mannen en vrouwen) 5000m Aflossing (mannen en vrouwen) |
| Zaterdag 30 juli | 42.195m Marathon (mannen en vrouwen)                                                                       |

## Medailleverdeling

### Mannen
| Piste                      | Piste              | Piste            | Piste               |
| Afstand                    | Goud ·             | Zilver ·         | Brons ·             |
| -------------------------- | ------------------ | ---------------- | ------------------- |
| 300m Tijdrit               | Simon Albrecht     | Darren De Souza  | Mathias Vosté       |
| 500m Sprint                | Simon Albrecht     | Ioseba Fernandez | Darren De Souza     |
| 1000m Sprint               | Stefano Mareschi   | Bart Swings      | Patxi Peula         |
| 10.000m Punten-/afvalkoers | Timothy Loubineaud | Bart Swings      | Daniel Niero        |
| 15.000m Afvalkoers         | Stefano Mareschi   | Daniel Niero     | Patxi Peula         |
| 3000m Aflossing            | België             | Duitsland        | Frankrijk           |
| Weg                        |                    |                  |                     |
| Afstand                    | Goud ·             | Zilver ·         | Brons ·             |
| 100m Tijdrit               | Ioseba Fernandez   | Darren De Souza  | Sergio Borja García |
| Lap Sprint                 | Ioseba Fernandez   | Mathias Vosté    | Andrea Angeletti    |
| 10.000m Puntenkoers        | Nolan Beddiaf      | Patxi Peula      | Timothy Loubineaud  |
| 20.000m Afvalkoers         | Nolan Beddiaf      | Daniel Niero     | Patxi Peula         |
| 5000m Aflossing            | Italië             | Portugal         | Frankrijk           |
|                            |                    |                  |                     |
| Marathon                   | Bart Swings        | Nolan Beddiaf    | Crispijn Ariens     |

### Vrouwen
| Piste                      | Piste                  | Piste                  | Piste                |
| Afstand                    | Goud ·                 | Zilver ·               | Brons ·              |
| -------------------------- | ---------------------- | ---------------------- | -------------------- |
| 300m Tijdrit               | Sandrine Tas           | Stien Vanhoutte        | Vanessa Herzog       |
| 500m Sprint                | Vanessa Herzog         | Francesca Lollobrigida | Jenny Peissker       |
| 1000m Sprint               | Francesca Lollobrigida | Vanessa Herzog         | Maite Ancin Gambarte |
| 10.000m Punten-/afvalkoers | Francesca Lollobrigida | Sandrine Tas           | Maite Ancin Gambarte |
| 15.000m Afvalkoers         | Francesca Lollobrigida | Sandrine Tas           | Giulia Lollobrigida  |
| 3000m Aflossing            | Duitsland              | Spanje                 | Frankrijk            |
| Weg                        |                        |                        |                      |
| Afstand                    | Goud ·                 | Zilver ·               | Brons ·              |
| 100m Tijdrit               | Vanessa Herzog         | Sandrine Tas           | Giulia Bongiorno     |
| Lap Sprint                 | Vanessa Herzog         | Sheyla Posada Guerra   | Giulia Bongiorno     |
| 10.000m Puntenkoers        | Francesca Lollobrigida | Sandrine Tas           | Laura Brandolini     |
| 20.000m Afvalkoers         | Francesca Lollobrigida | Sandrine Tas           | Giulia Lollobrigida  |
| 5000m Aflossing            | België                 | Italië                 | Spanje               |
|                            |                        |                        |                      |
| Marathon                   | Manon Kamminga         | Francesca Lollobrigida | Josie Hofmann        |

### Medaillespiegel
Dit is de medaillespiegel van de wedstrijden van het hoofdtoernooi (senioren).
| Plaats | Land       | Goud | Zilver | Brons | Totaal |
| 1      | Italië     | 8    | 5      | 7     | 20     |
| 2      | België     | 4    | 9      | 1     | 14     |
| 3      | Frankrijk  | 3    | 3      | 5     | 11     |
| 4      | Duitsland  | 3    | 1      | 2     | 6      |
| 5      | Oostenrijk | 3    | 1      | 1     | 5      |
| 6      | Spanje     | 2    | 4      | 7     | 13     |
| 7      | Nederland  | 1    | 0      | 1     | 2      |
| 8      | Portugal   | 0    | 1      | 0     | 1      |
| Totaal | Totaal     | 24   | 24     | 24    | 72     |

Pico 1989 · 
Inzell 1990 · 
Pineto 1991 · 
Acireale 1992 · 
Valence d'Agen 1993 · 
Pamplona 1994 · 
Praia da Vitória 1995 · 
Saint-Brieuc 1996 · 
Roseto 1997 · 
Coulaines 1998 · 
Zandvoorde 1999 · 
Latina 2000 · 
Paços de Ferreira 2001 · 
Valence d'Agen 2002 · 
Padua 2003 · 
Heerde/Groningen 2004 · 
Juterborg 2005 · 
Cassano d'Adda 2006 · 
Oporto 2007 · 
Gera 2008 · 
Oostende 2009 · 
San Benedetto del Tronto 2010 ·
Heerde/Zwolle 2011 · 
Szeged 2012 · 
Almere 2013 · 
Geisingen 2014 · 
Wörgl/Innsbruck 2015 ·
Heerde/Steenwijk 2016 · 
Lagos 2017 · 
Oostende 2018 · 
Pamplona 2019 · 
Canelas 2021 · 
L'Aquila 2022 · 
Valence d'Agen 2023 · 
Oostende 2024